# Saulius Štombergas
Saulius Štombergas (ur. 14 grudnia 1973 w Kłajpedzie) – litewski koszykarz, skrzydłowy, mistrz Euroligi, mistrz Europy, brązowy medalista olimpijski, trener koszykarski.

## Osiągnięcia
Klubowe
- Mistrz[1]:
  - Euroligi (1999)
  - EuroChallenge (2004)[1][2]
  - NEBL (Liga Północnoeuropejska – 1999)
  - Turcji (2002)
  - Litwy (1993, 1998, 1999, 2003)
- Wicemistrz:
  - Euroligi (2001)[3]
  - Rosji (2004, 2007)
  - NKL (II liga litewska – 2008)
- Brązowy medalista mistrzostw Rosji (2010)
- Zdobywca pucharu:
  - Europucharu (1998)[1]
  - Prezydenta Turcji (2005)
  - Turcji (2002, 2005)[1]
- Finalista:
  - pucharu:
    - Włoch (2000)
    - Saporty (2000)[3]
    - Rosji (2007, 2010)

  - superpucharu Włoch (2000)
- 3. miejsce w Pucharze Rosji (2004, 2006)

Indywidualne
- MVP:
  - finałów Pucharu Saporty (1998)
  - I kolejki Euroligi (2004/05)[1]
  - IV kolejki Eurocupu (2006/07)[1]
  - LKL All-Star Game (1995)
- Zaliczony do składów:
  - All-Lithuania 1st Team (1996 przez Eurobasket.com)[1]
  - ACB All-Bosman Team (2001)
- Zwycięzca konkursu rzutów za 3 punkty chińskiej ligi CBA (1997)
- Uczestnik meczu gwiazd[1][3]:
  - ligi tureckiej (2005)
  - litewskiej (1996, 1998, 1999, 2003)
  - FIBA EuroStars (1998)
  - Eurochallenge All-Star Game (2004)
  - ligi hiszpańskiej (2001)
- Lider:
  - strzelców finałów Europucharu (1998)
  - Eurocupu w skuteczności rzutów za[1]:
    - 2 punkty (2007 – 78%)
    - 3 punkty (2007 – 71,9%)

Reprezentacja
- Mistrz Europy (2003)[1]
- Wicemistrz:
  - Europy (1995)[1]
  - turnieju FIBA Diamond Ball (2004)
- Brązowy medalista:
  - brązowy medalista olimpijski (1996, 2000)[4]
  - Igrzysk Dobrej Woli (1998)[1]
- Uczestnik:
  - igrzysk olimpijskich (1996, 2000, 2004  – 4. miejsce)[4]
  - mistrzostw Europy (1995, 1997 – 6. miejsce, 1999 – 5. miejsce, 2001 – 9. miejsce, 2003)
  - mistrzostw świata (1998 – 7. miejsce)[4]
- Zaliczony do składu All-Tournament Team podczas Eurobasketu 2003[5]

Trenerskie
- dwukrotny mistrz Litwy (2013, 2014)
- 3. miejsce w Pucharze Litwy (2014)